# 仲多度郡史
『仲多度郡史』（なかたどぐんし）は、香川県仲多度郡が編纂した地誌。1918年（大正7年）1月に発行された。
当時の香川県知事であった坂田幹太の前書きと仲多度郡長であった山口利文の序が添えられている。
第1編と第2編からなり、郡域の歴史的な流れや神社仏閣などについて体系的に記述されている。

## 内容

### 第1編
- 第1期 国民興起の代
- 第2期 唐制模倣の代
- 第3期 藤原氏摂関の代
- 第4期 武門政治の代
- 第5期 徳川幕府の代
- 第6期 今代
- 附表
  - 国司
  - 守護地頭（鎌倉時代）
  - 管領及城主（南北朝及足利時代）
  - 領主
  - 藩県令知事
  - 郡長
  - 衆議院議員
  - 県会議員
  - 仲多度郡会議員
  - 仲多度郡会議長、同副議長
  - 仲多度郡名誉職参事会員
  - 仲多度郡町村長
  - 表彰者
  - 大地主
  - 公益団体
  - 旧幕政時代の領分
  - 郡町村の変遷累系
  - 佐伯田公世系（弘法大師系譜）
  - 和気宅成世系（智証大師系譜）

### 第2編
- 第1章 神社
- 第2章 寺院
- 第3章 人物
- 第4章 名勝
- 第5章 古跡
- 第6章 墓塚
- 第7章 雑
- 第8章 風俗